# Variations for Vibes, Pianos, and Strings
Variations for Vibes, Pianos, and Strings est une œuvre musicale de Steve Reich composée en 2006 pour un ensemble comprenant trois quatuors à cordes, deux pianos et quatre vibraphones.

## Historique
Cette œuvre a été composée par Reich dans la volonté de renouer avec une partie de son écriture caractéristique des années 1980, dans l'esprit d'une œuvre comme The Four Sections (1987). La pièce a été commandée pour le London Sinfonietta et la compagnie de danse contemporaine du chorégraphe anglais Akram Khan.
La première de Variations for Vibes, Pianos, and Strings eut lieu le 18 mars 2006 à Cologne. La première américaine de l'œuvre a eu lieu à la Brooklyn Academy of Music (BAM) de New York, dans le cadre du festival Steve Reich @70, le 3 octobre 2006, jour anniversaire des 70 ans du compositeur.

## Structure
1. Premier mouvement – rapide ~11 min 30 s
2. Deuxième mouvement – lent ~ 7 min
3. Troisième mouvement – rapide ~ 3 min 30 s

## Enregistrement
- Variations for Vibes, Pianos, and Strings par le London Sinfonietta dirigé par Alan Pierson (en), Nonesuch Records (2007).